# Thủ tướng Iraq
Thủ tướng Iraq là người đứng đầu chính phủ Iraq. Thủ tướng Chính phủ lúc đầu chỉ là một chức vụ bổ sung được bổ nhiệm cho người đứng đầu nhà nước và là lãnh đạo trên danh nghĩa của Quốc hội Iraq. Theo hiến pháp mới được thông qua Thủ tướng Chính phủ là nhà cầm quyền có quyền điều hành hoạt động của đất nước. Nouri al-Maliki (trước đây là Jawad al-Maliki) đã được chọn là Thủ tướng Chính phủ vào ngày 21 tháng 4 năm 2006.

## Bổ nhiệm
Hội đồng Nghị viện được phép bầu chọn Tổng thống nước Cộng hòa và các cấp phó của mình, bao gồm cả Chủ tịch Hội đồng Bộ trưởng và các Bộ trưởng. Hội đồng Tổng thống sau đó sẽ bổ nhiệm một Thủ tướng với sự nhất trí. Theo đó Hội đồng Tổng thống phải đồng ý về một ứng cử viên cho vị trí trong vòng hai tuần. Trong trường hợp bất khả thi, trách nhiệm chỉ định Thủ tướng Chính phủ giao lại cho Quốc hội. Trong trường hợp đó, Hội đồng đại biểu phải xác nhận sự đề cử của hai phần ba đa số. Nếu Thủ tướng Chính phủ là không thể đề cử Hội đồng Bộ trưởng của mình trong vòng một tháng, Hội đồng Tổng thống có trách nhiệm bổ nhiệm một Thủ tướng khác.

## Cơ quan cấp dưới trực tiếp
Cục Phòng chống Khủng bố Iraq sẽ báo cáo trực tiếp lên Thủ tướng Chính phủ. Cục Phòng chống Khủng bố Iraq chịu trách nhiệm giám sát Bộ Tư lệnh Phòng chống Khủng bố Iraq, một cơ cấu bao gồm tất cả Lực lượng Đặc nhiệm Iraq. Tính đến ngày 30 tháng 6 năm 2009, đã có tiến trình lập pháp trong một năm để biến Cục Phòng chống Khủng bố Iraq trở thành một bộ riêng biệt.

## Danh sách Thủ tướng Iraq
Đây là danh sách Thủ tướng Iraq kể từ năm 1920. 
| Tên                                                    | Tên                                                               | Hình        | Sinh-Mất  | Từ                      | Đến                                                                     | Đảng phái                                                              | Nguyên thủ quốc gia            |  |
| ------------------------------------------------------ | ----------------------------------------------------------------- | ----------- | --------- | ----------------------- | ----------------------------------------------------------------------- | ---------------------------------------------------------------------- | ------------------------------ |  |
| • Vương quốc Iraq (dưới thời Cao ủy Anh) (1920–1932) • |                                                                   |             |           |                         |                                                                         |                                                                        |                                |  |
| 1                                                      | Abd Al-Rahman Al-Gillani عبد الرحمن الكيلاني                      |             | 1841–1927 | 11 tháng 11 năm 1920    | 20 tháng 11 năm 1922                                                    | Độc lập                                                                | Faisal I                       |  |
| 2                                                      | Abd al-Muhsin as-Sa'dun عبد المحسن السعدون (lần thứ nhất)         |             | 1879–1929 | 20 tháng 11 năm 1922    | 22 tháng 11 năm 1923                                                    | Quân đội                                                               | Faisal I                       |  |
| 3                                                      | Jafar al-Askari جعفر العسكري (lần thứ nhất)                       |             | 1887–1936 | 22 tháng 11 năm 1923    | 2 tháng 8 năm 1924                                                      | Quân đội                                                               | Faisal I                       |  |
| 4                                                      | Yasin al-Hashimi ياسين الهاشمي (lần thứ nhất)                     |             | 1894–1937 | 2 tháng 8 năm 1924      | 26 tháng 6 năm 1925                                                     | Quân đội / Đảng Nhân dân                                               | Faisal I                       |  |
| 5                                                      | Abd al-Muhsin as-Sa'dun عبد المحسن السعدون (lần thứ hai)          |             | 1879–1929 | 26 tháng 6 năm 1925     | 21 tháng 11 năm 1926                                                    | Quân đội / Đảng Cấp tiến                                               | Faisal I                       |  |
| 6                                                      | Jafar al-Askari جعفر العسكري (lần thứ hai)                        |             | 1887–1936 | 21 tháng 11 năm 1926    | 11 tháng 1 năm 1928                                                     | Quân đội / Đảng Giao ước                                               | Faisal I                       |  |
| 7                                                      | Abd al-Muhsin as-Sa'dun عبد المحسن السعدون (lần thứ ba)           |             | 1879–1929 | 11 tháng 1 năm 1928     | 28 tháng 4 năm 1929                                                     | Quân đội / Đảng Cấp tiến                                               | Faisal I                       |  |
| 8                                                      | Tawfiq al-Suwaidi توفيق السويدي (lần thứ nhất)                    |             | 1892–1968 | 28 tháng 4 năm 1929     | 19 tháng 9 năm 1929                                                     | Độc lập                                                                | Faisal I                       |  |
| 9                                                      | Abd al-Muhsin as-Sa'dun عبد المحسن السعدون (lần thứ tư)           |             | 1879–1929 | 19 tháng 9 năm 1929     | 13 tháng 11 năm 1929 (mất khi đương chức)                               | Quân đội / Đảng Cấp tiến                                               | Faisal I                       |  |
| 10                                                     | Naji al-Suwaidi ناجي السويدي                                      |             | 1882–1942 | 18 tháng 11 năm 1929    | 23 tháng 3 năm 1930                                                     | Độc lập                                                                | Faisal I                       |  |
| 11                                                     | Nuri as-Said نوري السعيد (lần thứ nhất)                           |             | 1888–1958 | 23 tháng 3 năm 1930     | 3 tháng 11 năm 1932                                                     | Quân đội / Đảng Giao ước                                               | Faisal I                       |  |
| • Vương quốc Iraq (1932–1958) •                        |                                                                   |             |           |                         |                                                                         |                                                                        |                                |  |
| 12                                                     | Naji Shawkat ناجي شوكت                                            | không khung | 1893–1980 | 3 tháng 11 năm 1932     | 20 tháng 3 năm 1933                                                     | Độc lập                                                                | Faisal I                       |  |
| 13                                                     | Rashid Ali al-Gaylani رشيد عالي الكيلاني (lần thứ nhất)           |             | 1892–1965 | 20 tháng 3 năm 1933     | 9 tháng 11 năm 1933                                                     | Đảng Ái hữu Quốc gia                                                   | Faisal I                       |  |
| 14                                                     | Jamil al-Midfai جميل المدفعي (lần thứ nhất)                       |             | 1890–1958 | 9 tháng 11 năm 1933     | 27 tháng 8 năm 1934                                                     | Quân đội                                                               | Ghazi                          |  |
| 15                                                     | Ali Jawdat al-Aiyubi علي جودت الأيوبي (lần thứ nhất)              |             | 1886–1969 | 27 tháng 8 năm 1934     | 4 tháng 3 năm 1935                                                      | Quân đội                                                               | Ghazi                          |  |
| 16                                                     | Jamil al-Midfai جميل المدفعي (lần thứ hai)                        |             | 1890–1958 | 4 tháng 3 năm 1935      | 17 tháng 3 năm 1935                                                     | Quân đội                                                               | Ghazi                          |  |
| 17                                                     | Yasin al-Hashimi ياسين الهاشمي (lần thứ hai)                      |             | 1894–1937 | 17 tháng 3 năm 1935     | 30 tháng 10 năm 1936                                                    | Quân đội / Đảng Ái hữu Quốc gia                                        | Ghazi                          |  |
| 18                                                     | Hikmat Sulayman حكمت سليمان                                       |             | 1889–1964 | 30 tháng 10 năm 1936    | 17 tháng 8 năm 1937                                                     | Đảng Ái hữu Quốc gia                                                   | Ghazi                          |  |
| 19                                                     | Jamil al-Midfai جميل المدفعي (lần thứ ba)                         |             | 1890–1958 | 17 tháng 8 năm 1937     | 25 tháng 12 năm 1938                                                    | Quân đội                                                               | Ghazi                          |  |
| 20                                                     | Nuri as-Said نوري السعيد (lần thứ hai)                            |             | 1888–1958 | 25 tháng 12 năm 1938    | 31 tháng 3 năm 1940                                                     | Quân đội / Đảng Giao ước                                               | Ghazi                          |  |
| 21                                                     | Rashid Ali al-Gaylani رشيد عالي الكيلاني (lần thứ hai)            |             | 1892–1965 | 31 tháng 3 năm 1940     | 3 tháng 2 năm 1941                                                      | Đảng Ái hữu Quốc gia                                                   | Faisal II                      |  |
| 22                                                     | Taha al-Hashimi طه الهاشمي                                        |             | 1888–1961 | 3 tháng 2 năm 1941      | 13 tháng 4 năm 1941 (bị phế truất)                                      | Quân đội                                                               | Faisal II                      |  |
| 23                                                     | Rashid Ali al-Gaylani رشيد عالي الكيلاني (lần thứ ba)             |             | 1892–1965 | 13 tháng 4 năm 1941     | 30 tháng 5 năm 1941                                                     | Đảng Ái hữu Quốc gia                                                   | Faisal II                      |  |
| 24                                                     | Jamil al-Midfai جميل المدفعي (lần thứ tư)                         |             | 1890–1958 | 4 tháng 6 năm 1941      | 10 tháng 10 năm 1941                                                    | Quân đội                                                               | Faisal II                      |  |
| 25                                                     | Nuri as-Said نوري السعيد (lần thứ ba)                             |             | 1888–1958 | 10 tháng 10 năm 1941    | 4 tháng 6 năm 1944                                                      | Quân đội / Đảng Giao ước                                               | Faisal II                      |  |
| 26                                                     | Hamdi al-Pachachi حمدي البجاجي                                    |             | 1886–1948 | 4 tháng 6 năm 1944      | 23 tháng 2 năm 1946                                                     | Độc lập                                                                | Faisal II                      |  |
| 27                                                     | Tawfiq al-Suwaidi توفيق السويدي (lần thứ hai)                     |             | 1892–1968 | 23 tháng 2 năm 1946     | 1 tháng 6 năm 1946                                                      | Đảng Tự do                                                             | Faisal II                      |  |
| 28                                                     | Arshad al-Umari إرشاد العمري (lần thứ nhất)                       |             | 1888–1978 | 1 tháng 6 năm 1946      | 21 tháng 11 năm 1946                                                    | Độc lập                                                                | Faisal II                      |  |
| 29                                                     | Nuri as-Said نوري السعيد (lần thứ tư)                             |             | 1888–1958 | 21 tháng 11 năm 1946    | 29 tháng 3 năm 1947                                                     | Quân đội / Đảng Đoàn kết Hiến pháp                                     | Faisal II                      |  |
| 30                                                     | Sayyid Salih Jabr سيد صالح جبر                                    |             | 1860–1949 | 29 tháng 3 năm 1947     | 29 tháng 1 năm 1948                                                     | Đảng Xã hội chủ nghĩa Quốc gia                                         | Faisal II                      |  |
| 31                                                     | Sayyid Muhammad as-Sadr سيد محمد الصدر                            |             | 1882–1956 | 29 tháng 1 năm 1948     | 26 tháng 6 năm 1948                                                     | Độc lập                                                                | Faisal II                      |  |
| 32                                                     | Muzahim al-Pachachi مزاجم البجاجي                                 |             | 1890–1982 | 26 tháng 6 năm 1948     | 6 tháng 1 năm 1949                                                      | Độc lập                                                                | Faisal II                      |  |
| 33                                                     | Nuri as-Said نوري السعيد (lần thứ năm)                            |             | 1888–1958 | 6 tháng 1 năm 1949      | 10 tháng 12 năm 1949                                                    | Quân đội / Đảng Đoàn kết Hiến pháp                                     | Faisal II                      |  |
| 34                                                     | Ali Jawdat al-Aiyubi علي جودت الأيوبي (lần thứ hai)               |             | 1886–1969 | 10 tháng 12 năm 1949    | 5 tháng 2 năm 1950                                                      | Quân đội                                                               | Faisal II                      |  |
| 35                                                     | Tawfiq al-Suwaidi توفيق السويدي (lần thứ ba)                      |             | 1892–1968 | 5 tháng 2 năm 1950      | 15 tháng 9 năm 1950                                                     | Độc lập                                                                | Faisal II                      |  |
| 36                                                     | Nuri as-Said نوري السعيد (lần thứ sáu)                            |             | 1888–1958 | 15 tháng 9 năm 1950     | 12 tháng 7 năm 1952                                                     | Quân đội / Đảng Đoàn kết Hiến pháp                                     | Faisal II                      |  |
| 37                                                     | Mustafa Mahmud al-Umari مصطفى محمود العمري                        |             | 1898–1979 | 12 tháng 7 năm 1952     | 23 tháng 11 năm 1952                                                    | Độc lập                                                                | Faisal II                      |  |
| 38                                                     | Nureddin Mahmud نور الدين محمود                                   |             | 1901–1978 | 23 tháng 11 năm 1952    | 29 tháng 1 năm 1953                                                     | Quân đội                                                               | Faisal II                      |  |
| 39                                                     | Jamil al-Midfai جميل المدفعي (lần thứ năm)                        |             | 1890–1958 | 29 tháng 1 năm 1953     | 17 tháng 9 năm 1953                                                     | Quân đội                                                               | Faisal II                      |  |
| 40                                                     | Muhammad Fadhel al-Jamali محمد فضل الجمالي                        |             | 1903–1997 | 17 tháng 9 năm 1953     | 29 tháng 4 năm 1954                                                     | Độc lập                                                                | Faisal II                      |  |
| 41                                                     | Arshad al-Umari إرشاد العمري (lần thứ hai)                        |             | 1888–1978 | 29 tháng 4 năm 1954     | 4 tháng 8 năm 1954                                                      | Độc lập                                                                | Faisal II                      |  |
| 42                                                     | Nuri as-Said نوري السعيد (lần thứ bảy)                            |             | 1888–1958 | 4 tháng 8 năm 1954      | 20 tháng 6 năm 1957                                                     | Quân đội / Đảng Đoàn kết Hiến pháp                                     | Faisal II                      |  |
| 43                                                     | Ali Jawdat al-Aiyubi علي جودت الأيوبي (lần thứ ba)                |             | 1886–1969 | 20 tháng 6 năm 1957     | 15 tháng 12 năm 1957                                                    | Quân đội / Mặt trận Dân tộc Thống nhất                                 | Faisal II                      |  |
| 44                                                     | Abdul-Wahab Mirjan عبد الوهاب مرجان                               |             | 1909–1964 | 15 tháng 12 năm 1957    | 3 tháng 3 năm 1958                                                      | Độc lập                                                                | Faisal II                      |  |
| 45                                                     | Nuri as-Said نوري السعيد (lần thứ tám)                            |             | 1888–1958 | 3 tháng 3 năm 1958      | 18 tháng 5 năm 1958                                                     | Quân đội / Đảng Đoàn kết Hiến pháp                                     | Faisal II                      |  |
| 46                                                     | Ahmad Mukhtar Baban أحمد مختار بابان                              |             | 1900–1976 | 18 tháng 5 năm 1958     | 14 tháng 7 năm 1958 (bị phế truất)                                      | Độc lập                                                                | Faisal II                      |  |
| • Cộng hòa Iraq (Đảng Ba'ath cũ) (1958–1968) •         |                                                                   |             |           |                         |                                                                         |                                                                        |                                |  |
| 47                                                     | Abd al-Karim Qasim عبد الكريم قاسم                                |             | 1914–1963 | 14 tháng 7 năm 1958     | 8 tháng 2 năm 1963 (bị phế truất)                                       | Quân đội                                                               | Muhammad Najib ar-Ruba'i       |  |
| 48                                                     | Ahmed Hassan al-Bakr أحمد حسن البكر (lần thứ nhất)                |             | 1914–1982 | 8 tháng 2 năm 1963      | 18 tháng 11 năm 1963 (bị phế truất)                                     | Quân đội / Đảng Ba'ath (Khu vực Iraq)                                  | Abdul Salam Arif               |  |
| 49                                                     | Tahir Yahya طاهر يحيى (lần thứ nhất)                              |             | 1915–1986 | 20 tháng 11 năm 1963    | 6 tháng 9 năm 1965                                                      | Quân đội / Liên bang Xã hội chủ nghĩa Ả Rập                            | Abdul Salam Arif               |  |
| 50                                                     | Arif Abd ar-Razzaq عارف عبد الرزاق                                |             | 1921–2007 | 6 tháng 9 năm 1965      | 21 tháng 9 năm 1965                                                     | Quân đội / Liên bang Xã hội chủ nghĩa Ả Rập                            | Abdul Salam Arif               |  |
| 51                                                     | Abd ar-Rahman al-Bazzaz عبد الرحمن البزاز                         |             | 1913–1973 | 21 tháng 9 năm 1965     | 9 tháng 8 năm 1966                                                      | Liên bang Xã hội chủ nghĩa Ả Rập                                       | Abdul Salam Arif               |  |
| 52                                                     | Naji Talib ناجي طالب                                              |             | 1917–2012 | 9 tháng 8 năm 1966      | 10 tháng 5 năm 1967                                                     | Quân đội                                                               | Abdul Rahman Arif              |  |
| 53                                                     | Abdul Rahman Arif عبد الرحمن عارف                                 |             | 1916–2007 | 10 tháng 5 năm 1967     | 10 tháng 7 năm 1967                                                     | Quân đội / Liên bang Xã hội chủ nghĩa Ả Rập                            | Abdul Rahman Arif              |  |
| 54                                                     | Tahir Yahya طاهر يحيى (lần thứ hai)                               |             | 1915–1986 | 10 tháng 7 năm 1967     | 17 tháng 7 năm 1968 (bị phế truất)                                      | Quân đội / Liên bang Xã hội chủ nghĩa Ả Rập                            | Abdul Rahman Arif              |  |
| • Cộng hòa Iraq (dưới thời Đảng Ba'ath) (1968–2003) •  |                                                                   |             |           |                         |                                                                         |                                                                        |                                |  |
| 55                                                     | Abd ar-Razzaq an-Naif عبد الرزاق النايف                           |             | 1933–1978 | 17 tháng 7 năm 1968     | 30 tháng 7 năm 1968                                                     | Quân đội                                                               | Ahmed Hassan al-Bakr           |  |
| 56                                                     | Ahmed Hassan al-Bakr أحمد حسن البكر (lần thứ hai)                 |             | 1914–1982 | 31 tháng 7 năm 1968     | 16 tháng 7 năm 1979                                                     | Quân đội / Đảng Ba'ath Iraq (Khu vực Iraq) (Mặt trận Dân tộc Cấp tiến) | Ahmed Hassan al-Bakr           |  |
| 57                                                     | Saddam Hussein صدام حسين (lần thứ nhất)                           |             | 1937–2006 | 16 tháng 7 năm 1979     | 23 tháng 3 năm 1991                                                     | Đảng Ba'ath Iraq (Khu vực Iraq) (Mặt trận Dân tộc Cấp tiến)            | Saddam Hussein                 |  |
| 58                                                     | Sa'dun Hammadi سعدون حمادي                                        |             | 1930–2007 | 23 tháng 3 năm 1991     | 13 tháng 9 năm 1991                                                     | Đảng Ba'ath Iraq (Khu vực Iraq) (Mặt trận Dân tộc Cấp tiến)            | Saddam Hussein                 |  |
| 59                                                     | Mohammad Hamza al-Zubaidi محمد حمزة الزبيدي                       |             | 1938–2005 | 16 tháng 9 năm 1991     | 5 tháng 9 năm 1993                                                      | Đảng Ba'ath Iraq (Khu vực Iraq) (Mặt trận Dân tộc Cấp tiến)            | Saddam Hussein                 |  |
| 60                                                     | Ahmad Husayn Khudayir as-Samarrai أحمد حسين خضير السامرائي        |             | 1941–     | 5 tháng 9 năm 1993      | 29 tháng 5 năm 1994                                                     | Đảng Ba'ath Iraq (Khu vực Iraq) (Mặt trận Dân tộc Cấp tiến)            | Saddam Hussein                 |  |
| 61                                                     | Saddam Hussein صدام حسين (lần thứ hai)                            |             | 1937–2006 | 29 tháng 5 năm 1994     | 9 tháng 4 năm 2003 (bị phế truất)                                       | Đảng Ba'ath Iraq (Khu vực Iraq) (Mặt trận Dân tộc Cấp tiến)            | Saddam Hussein                 |  |
| • Hội đồng Điều hành Iraq (2003–2004) •                |                                                                   |             |           |                         |                                                                         |                                                                        |                                |  |
| —                                                      | Mohammad Bahr al-Ulloum محمد بحر العلوم (lần thứ nhất, tạm quyền) |             | 1927–2015 | 13 tháng 7 năm 2003     | 31 tháng 7 năm 2003                                                     | Độc lập                                                                | Liên minh Chính quyền Lâm thời |  |
| 62                                                     | Ibrahim al-Jaafari إبراهيم الجعفري (lần thứ nhất)                 |             | 1947–     | 1 tháng 8 năm 2003      | 31 tháng 8 năm 2003                                                     | Đảng Hồi giáo Daawa                                                    | Liên minh Chính quyền Lâm thời |  |
| 63                                                     | Ahmed al-Chalabi أحمد جلبي                                        |             | 1944–     | 1 tháng 9 năm 2003      | 30 tháng 9 năm 2003                                                     | Quốc hội Iraq                                                          | Liên minh Chính quyền Lâm thời |  |
| 64                                                     | Ayad Allawi أياد علاوي (lần thứ nhất)                             |             | 1945–     | 1 tháng 10 năm 2003     | 31 tháng 10 năm 2003                                                    | Hòa ước Quốc gia Iraq                                                  | Liên minh Chính quyền Lâm thời |  |
| 65                                                     | Jalal Talabani جلال طلباني                                        |             | 1933–     | 1 tháng 11 năm 2003     | 30 tháng 11 năm 2003                                                    | Liên hiệp Ái quốc Kurdistan                                            | Liên minh Chính quyền Lâm thời |  |
| 66                                                     | Abdul Aziz al-Hakim عبد العزيز الحكيم                             |             | 1950–2009 | 1 tháng 12 năm 2003     | 31 tháng 12 năm 2003                                                    | Hội đồng tối cao Cách mạng Hồi giáo ở Iraq                             | Liên minh Chính quyền Lâm thời |  |
| 67                                                     | Adnan al-Pachachi عدنان بجاجي                                     |             | 1923–2019 | 1 tháng 1 năm 2004      | 31 tháng 1 năm 2004                                                     | Hội đồng Dân chủ Độc lập                                               | Liên minh Chính quyền Lâm thời |  |
| 68                                                     | Mohsen Abdel Hamid محسن عبد الحميد                                |             | 1937–     | 1 tháng 2 năm 2004      | 29 tháng 2 năm 2004                                                     | Đảng Hồi giáo Iraq                                                     | Liên minh Chính quyền Lâm thời |  |
| 69                                                     | Mohammad Bahr al-Ulloum محمد بحر العلوم (lần thứ hai)             |             | 1927–2015 | 1 tháng 3 năm 2004      | 31 tháng 3 năm 2004                                                     | Độc lập                                                                | Liên minh Chính quyền Lâm thời |  |
| 70                                                     | Massoud Barzani مسعود برزاني                                      |             | 1946–     | ngày 1 tháng 4 năm 2004 | ngày 30 tháng 4 năm 2004                                                | Đảng Dân chủ Kurdistan                                                 | Liên minh Chính quyền Lâm thời |  |
| 71                                                     | Ezzedine Salim عز الدين سليم                                      |             | 1943–2004 | 1 tháng 5 năm 2004      | 17 tháng 5 năm 2004 (mất khi đương chức)                                | Đảng Hồi giáo Daawa                                                    | Liên minh Chính quyền Lâm thời |  |
| 72                                                     | Ghazi Mashal Ajil al-Yawer غازي مشعل عجيل الياور                  | không khung | 1958–     | 17 tháng 5 năm 2004     | 1 tháng 6 năm 2004                                                      | Iraqis                                                                 | Liên minh Chính quyền Lâm thời |  |
| • Cộng hòa Iraq (2004 đến nay) •                       |                                                                   |             |           |                         |                                                                         |                                                                        |                                |  |
| —                                                      | Ayad Allawi أياد علاوي (lần thứ hai, tạm quyền)                   |             | 1945–     | 1 tháng 6 năm 2004      | 3 tháng 5 năm 2005                                                      | Hòa ước Quốc gia Iraq                                                  | Ghazi Mashal Ajil al-Yawer     |  |
| 73                                                     | Ibrahim al-Jaafari إبراهيم الجعفري (lần thứ hai)                  | không khung | 1947–     | 3 tháng 5 năm 2005      | 20 tháng 5 năm 2006                                                     | Đảng Hồi giáo Daawa                                                    | Jalal Talabani                 |  |
| 74                                                     | Nouri al-Maliki نوري المالكي                                      |             | 1950–     | 20 tháng 5 năm 2006     | 08 tháng 09, 2014                                                       | Đảng Hồi giáo Daawa                                                    | Jalal Talabani                 |  |
| 75                                                     | Haider al-Abadi نوري المالكي                                      |             | 1952–     | 08 tháng 09, 2014       | 25 tháng 10 năm 2018                                                    | Đảng Hồi giáo Daawa                                                    | Fuad Masum                     |  |
| 76                                                     | Adil Abdul-Mahdi عادل عبد المهدي                                  |             | 1942–     | 25 tháng 10, 2018       | 01 tháng 12 năm 2019 Quyền: 01 tháng 12 năm 2019 - 07 tháng 05 năm 2020 | Độc lập                                                                | Barham Salih                   |  |
| 77                                                     | Mustafa Al-Kadhimi مصطفى الكاظمي                                  | không khung | 1967–     | 07 tháng 05, 2020       | 21 tháng 10, 2022                                                       | Độc lập                                                                | Barham Salih                   |  |
| 78                                                     | Mohammed Shia' Al Sudani محمد شياع السوداني                       | không khung | 1970–     | 21 tháng 10, 2022       | Đương nhiệm                                                             | Độc lập                                                                | Abdul Latif Rashid             |  |